# 석봉동
석봉동(石峰洞)은 대한민국 대전광역시 대덕구의 법정동이자 행정동으로 대덕구의 북쪽에 있다.

## 역사
- 1789년 호구총수에 회덕현 근북면 석봉리라는 지명이 발견된다.
- 갑오개혁 때의 행정구역 개편에 의하여 회덕군 북면 석봉리가 되었다.
- 1914년 일제의 행정구역 개편으로 회덕군과 진잠군이 통합되어 대전군이 되었다. 이때 석봉리, 신촌, 내동, 자암리, 달송리, 덕운리, 구직면 가작리의 각 일부가 합하여져 대전군 북면 석봉리가 되었다.
- 1935년 대전읍이 부로 승격되어 대전부와 대덕군이 분리되어 석봉동은 대덕군 북면 석봉리가 되었다.
- 1973년 북면이 신탄진읍으로 승격되었다.
- 1989년 1월 1일 대전직할시가 확장되어 대덕군이 폐지되어 석봉동은 대전광역시 대덕구 석봉동이 되었다.[1]

## 유적
'대전 석봉동 유적'(대전광역시 대덕구 석봉동 483 일원) 금강문화유산연구원의 조사(2017년 08월 01일 ~ 2017년 09월 13일)에서 백제시대 주거지 2기, 굴립주 건물지 3기, 제사유구 1기, 수혈유구 39기, 구상유구 10기, 독무덤 1기, 주혈군 2개소의 유구를 확인했다.

## 같이 보기
- 용호동유적